# Th. Thomsen
 For alternative betydninger, se Thomas Thomsen (flertydig). (Se også artikler, som begynder med Thomas Thomsen)
Th. Thomsen eller fulde navn Thomas Marius Thomsen (14. juni 1870 i Næstved – 19. december 1941 på Frederiksberg) var en dansk museumsinspektør, arkæolog og etnograf.
Th. Thomsen blev administrerende inspektør for Nationalmuseets etnografiske afdeling og fik overdraget opgaverne med at inddrage de nye store bidrag fra Inuitkulturene, Stillehavsområderne og Mongoliet i museets samlinger.

## Biografi
Th. Thomsen blev student i 1888 fra Herlufsholm og året efter bestod han filosofikum, hvorefter han først studerede kemi og derefter historie og dansk. Samtidig blev han i 1894 ansat som medhjælper ved Nationalmuseets 1. afdeling, hvor han i 1898 blev fastansat som assistent.
Han deltog i arkæologiske udgravninger, fx ved Brabrand Sø i 1903-1904, Kraghede i 1905-1906 og i Vestgrønland i 1909, samt ikke mindst udgravningen og sikringen af Egtvedpigen i 1921. I publikationen fra 1929, hvor Th. Thomsen beskriver fundet, siger han:
| Citat       | Man fristes til at betragte Egtvedkvinden med Pagehaaret, det blottede Underliv, det utilstrækkeligt dækkende Skørt og de fra Knæet til Anklen blottede Ben som en til Kultustjeneste viet Kvinde, en Tempeldanserinde, klædt til at medvirke ved erotiske Ceremonier. | Citat |
| Th. Thomsen | |       |

Men han følger op med at antage, at dragten nok blot har været knyttet til dagliglivet og den unge kvinde.
Th. Thomsen fik få år efter sin ansættelse ansvaret for den etnografiske samling og i den forbindelse fik han til opgave, at beskrive de hjembragte fund fra Danmark-ekspeditionen, der i 1906-1908 havde udforsket Nordøstgrønland. Han udnævntes i 1919 til museumsinspektør og blev i 1921 administrerende inspektør for den etnografiske samling, som i hans periode fik tilført væsentlige bidrag, bl.a. på grund af hans gode forhandlingsevner.
Th. Thomsen forlod sin stilling ved Nationalmuseet på grund af alder i 1940

## Udmærkelser
Han blev dekoreret med:
- Ridder af Dannebrog (1928)
- Dannebrogmændenes Hæderstegn (1938)[3]

I Grønland er et næs på nordøstkysten af Germania Land navngivet Thomas Thomsen Næs af Danmark-ekspeditionen.
Desuden er et område lidt nordligere for Clavering ø og vest for Kuhn ø opkaldt Th. Thomsen Land efter ham af Treårsekspeditionen.